# Génis
Génis település Franciaországban, Dordogne megyében. Lakosainak száma 508 fő (2022. január 1.). Génis Savignac-Lédrier, Salagnac, Anlhiac, Boisseuilh, Cherveix-Cubas, Lanouaille, Saint-Mesmin és Sainte-Trie községekkel határos.

## Népesség
A település népességének változása:
| Lakosok száma | 776  | 599  | 538  | 491  | 464  | 459  | 478  | 490  | 494  | 508  |
|               | 1968 | 1982 | 1990 | 2006 | 2013 | 2015 | 2017 | 2019 | 2020 | 2022 |